# Nesosisyphus vicinus
Nesosisyphus vicinus là một loài bọ cánh cứng trong họ Bọ hung (Scarabaeidae).